# 安普賢
安普賢（韓語：안보현，1988年5月16日—），韓國男演員、模特兒。2020年安普賢在JTBC《梨泰院Class》劇中飾演張根源財閥二代一角因而得到了大眾關注。及後於2022年以作品《柔美的細胞小將》及《以吾之名》獲得第8屆APAN Star Awards男子優秀演技獎。

## 生平
安普賢出生於韓國釜山。畢業於釜山體育高中，曾經是一位精英拳擊手。就讀期間曾參加業餘拳擊比賽，身高187cm的他被選為釜山市代表並在全國拳擊總統盃上獲得金牌。2007年至2016年期間，安普賢以模特兒身份活躍於舞台和雜誌等活動。及後於2014年展開了演員生涯，活躍至今。

## 個人生活
2023年8月3日，韓國媒體報導了安普賢與BLACKPINK成員Jisoo正在交往的消息，隨後兩方經紀公司也迅速回應確認了彼此的戀情。2023年10月24日，BLACKPINK所屬經紀公司YG娛樂正式確認了成員Jisoo的分手的消息，YG娛樂表示「Jisoo確實最近和安普賢分手了」。

## 演出作品

### 電視劇
| 年份 | 電視台         | 劇名                   | 角色   |
| 2014 | KBS            | 《黃金交叉》           | 不適用 |
| 2014 | KBS            | 《布穀鳥巢》           | 不適用 |
| 2014 | tvN            | 《我的秘密飯店》       | 不適用 |
| 2015 | MBC            | 《最佳戀人》           | 李奉吉 |
| 2016 | NaverTV        | 《Iron Lady》          | 車康宇 |
| 2016 | MBC Plus Media | 《My Runway》          | 無名   |
| 2016 | KBS            | 《太陽的後裔》         | 任光南 |
| 2017 | MBC            | 《逆賊：偷百姓的盜賊》 | 內侍   |
| 2017 | SBS Plus       | 《星期三下午3點30分》  | 白勝圭 |
| 2017 | Netflix        | 《My Only Love Song》  | 無名   |
| 2017 | SBS            | 《多樣的兒媳》         | 徐俊英 |
| 2017 | KBS2           | 《內衣少女時代》       | 小混混 |
| 2018 | MBC            | 《捉迷藏》             | 白道勳 |
| 2018 | Oksusu         | 《獨孤 rewind》        | 表泰真 |
| 2019 | tvN            | 《Drama Stage－般若》  | 勝奉   |
| 2019 | tvN            | 《她的私生活》         | 南恩奇 |
| 2020 | JTBC           | 《梨泰院Class》        | 張根源 |
| 2020 | MBC            | 《Kairos》             | 徐道均 |
| 2021 | tvN            | 《柔美的細胞小將》     | 具雄   |
| 2021 | Netflix        | 《以吾之名》           | 全弼道 |
| 2022 | tvN            | 《軍檢察官多伯曼》     | 都倍萬 |
| 2022 | tvN            | 《柔美的細胞小將2》    | 具雄   |
| 2022 | tvN            | 《獵鑽緝兇》           | 權民祖 |
| 2022 | YouTube        | 《隨時可以回來的地方》 | [ 8 ]  |
| 2023 | tvN            | 《今生也請多指教》     | 文瑞夏 |
| 2024 | SBS            | 《財閥X刑警》          | 陳利手 |
| 2025 | tvN            | 《Spring Fever》       | 宣在奎 |
| 2026 | JTBC           | 《神之珠》             | 白潔   |

### 電影
| 年份 | 片名               | 角色   |
| 2016 | 《哥哥》           | 李真尚 |
| 2019 | 《盡頭的回憶》     | 泰圭   |
| 2023 | 《露梁：死亡之海》 | 李薈   |
| 2024 | 《辣手警探2》      | 閔康勛 |
| 2024 | 《惡魔搬來了》     | 吉久   |

### 綜藝節目

#### 固定出演
| 年份 | 播放日期         | 節目名稱               | 電視台 | 備註 |
| 2016 | 7月2日-8月20日   | 《戲劇結束之後》       | tvN    | 拍攝演員們在演出戲劇《Iron Lady》的幕後故事 |
| 2022 | 5月26日-10月6日  | 《白Packer》           | tvN    | 與白種元、DinDin、吳代煥共同出演 |
| 2022 | 9月9日-10月21日  | 《青春MT》             | TVING  | 以《梨泰院Class》主演身份参與 與朴寶劍、金裕貞、振永、蔡秀彬、郭東延、朴敘俊、權娜拉、劉慶秀、李周映、池昌旭、崔成恩、黃寅燁、池慧元、金寶侖共同出演 |
| 2023 | 4月23日-7月10日  | 《釜山人出城記雪梨篇》 | tvN    | 與許城泰、李施彥、郭Tube、裵正楠共同出演 |
| 2024 | 5月26日-11月10日 | 《白Packer2》          | tvN    | 與白種元、李壽根、許卿煥、高庚杓共同出演 |

## 音樂作品

### 原聲帶
| 發行日期     | 專輯名稱                        | 歌曲名稱                                        |
| 2023年7月9日 | tvN《今生也請多指教》OST Part.4 | 我會擁抱你的過去（너의 지난날을 내가 안아줄게） |

## 獎項
| 年份 | 頒獎典禮                | 獎項                                  | 作品                             | 結果 |
| 2020 | 第56屆百想藝術大獎      | 電視部門 男子新人演技獎               | 《梨泰院Class》                  | 提名 |
| 2020 | 品牌顧客忠誠度大賞      | RISING STAR演員                       | 《梨泰院Class》                  | 獲獎 |
| 2020 | 第5屆亞洲明星盛典       | 人氣獎（演員）                        | 不適用                           | 提名 |
| 2020 | 第5屆亞洲明星盛典       | Best Emotive獎（演員）                | 不適用                           | 獲獎 |
| 2020 | 第5屆亞洲明星盛典       | Best Choice獎                         | 不適用                           | 獲獎 |
| 2020 | MBC演藝大獎             | 新人獎（Variety部門）                 | 《我獨自生活》                   | 提名 |
| 2020 | MBC演技大獎             | 月火及短篇劇部門 男子優秀演技獎       | 《Kairos》                       | 提名 |
| 2020 | MBC演技大獎             | 男子新人獎                            | 《Kairos》                       | 獲獎 |
| 2021 | 第七屆APAN Star Awards  | 男子新人賞                            | 《梨泰院Class》                  | 提名 |
| 2022 | 第1屆青龍系列大獎       | 男子配角獎                            | 《以吾之名》                     | 提名 |
| 2022 | 第八屆APAN Star Awards  | OTT劇 － 男子優秀演技獎               | 《柔美的細胞小將》、《以吾之名》 | 獲獎 |
| 2024 | SBS演技大獎             | 迷你劇類型及動作部門 男子最優秀演技獎 | 《財閥X刑警》                    | 獲獎 |
| 2024 | 第10屆 APAN Star Awards | 中篇連續劇 男子優秀演技獎             | 《財閥X刑警》                    | 提名 |

## 外部連結
- 安普賢的Instagram帳戶
- 安普賢的新浪微博（简体中文）
- 安普賢在HanCinema的頁面（英文）（英文）
- 安普賢在互联网电影资料库（IMDb）上的資料（英文）
- 安普賢在韩国电影数据库（KMDb）上的資料（韓語）